# هویت فیلدینگ
هویت فیلدینگ (انگلیسی: Howitt Fielding؛ 22 August 1914 – ۱۹۸۲ (۶۷−۶۸ سال)) بازیکن فوتبال بود.
از باشگاه‌هایی که در آن بازی کرده‌است می‌توان به باشگاه فوتبال پیتربورو یونایتد اشاره کرد.